# 魔法少女席琳娜
魔法少女席琳娜（英語：Selena Gomez & the Scene）是美国的一个受电子风格影响的流行搖滾、电子流行与舞蹈流行乐队。于2008年在好莱坞成立。成员包括主唱席琳娜·戈梅茲、贝斯手乔伊·克莱芒、鼓手格里格·加曼、键盘手丹恩·弗里斯特和吉他手德鲁·陶本菲德。乐队共发布了3张录音室专辑、7张单曲和9支音乐录像带。魔法少女席琳娜在2009年9月29日发行了他们的首张录音室专辑《緋聞故事》。專輯空降美國《公告牌》二百强专辑榜，並於2010年3月被美國唱片業協會認證為金唱片，截至2012年已在美國獲得超過900,000份銷量。專輯的第2張單曲《自然而然》在美國進入了前30名，在紐西蘭、英國、愛爾蘭、加拿大和德國進入了前20名，在美國和加拿大被認證為白金唱片。樂團的第2張錄音室專輯《那年不下雨》於2010年9月17日發行，共發行了2張單曲，包括《繞圈圈》和《一年不下雨》。專輯空降美國《公告牌》二百强专辑榜第4名，於2011年1月被美國唱片業協會認證為金唱片。截至2012年，專輯在美國已獲得超過800,000銷量。
2011年6月28日，樂團的第3張錄音室專輯《日落時分》發行。專輯的首支單曲《誰說的》於2011年3月8日首發，在美國已獲得白金銷售認證。第2支單曲《像一首情歌》於2011年6月17日發行，在美國獲得了4白金銷售認證。專輯的第3支單曲為《點亮夢想》。2012年1月，戈梅茲宣佈樂團休團。
自樂團出道以來，樂團收穫了眾多音樂獎項，包括4項Poptastic獎。2011年，樂團獲得了人民选择奖最佳突破組合獎。2010年之後，樂團總共收穫了6項青少年选择奖，包括《像一首情歌》斬獲的音樂票選獎：音樂組合和音樂票選獎：情歌。樂團也獲得了許多獎項的提名，包括5項最音樂錄影帶大獎和2項MTV歐洲音樂大獎。2012年，《像一首情歌》獲得了2012年MTV音樂錄影帶大獎最佳女藝人錄影帶的提名。

## 團體成員
最後成員
- 席琳娜·戈梅茲 – 主唱（2008–2012年）
- 格里格·加曼 – 爵士鼓[16]（2008–2012年）
- 乔伊·克莱芒 – 電貝斯[17]（2008–2012年）
- 德鲁·陶本菲德 – 主音吉他（2012年）
- 丹恩·弗里斯特 – 鍵盤（2008–2012年）

前成員
- 尼克·福克斯尔 – 鍵盤、和聲[18]（2008–2009年）
- 伊桑·罗伯特斯 – 主音吉他、和聲[19]（2008–2012年）

巡演成員
- 林賽·哈珀 – 和聲（2010–2012年）
- 凱特琳·可蘭培德 – 和聲（2011–2011年）
- 阿什利·哈尼 – 和聲（2011年）
- 克里斯蒂娜·圭密 – 和聲（2010–2011年）

## 作品列表
- 《緋聞故事（英语：Kiss & Tell (Selena Gomez & the Scene album)）》（2009年）
- 《那年不下雨（英语：A Year Without Rain）》（2010年）
- 《日落時分（英语：When the Sun Goes Down (Selena Gomez & the Scene album)）》（2011年）

## 巡回演唱会
- 現場特輯（英语：Selena Gomez & the Scene: Live in Concert）（2009–2010年）
- 那年不下雨巡迴演唱會（英语：A Year Without Rain Tour）（2010–2011年）
- 我們擁有夜晚巡迴演唱會（英语：We Own the Night Tour）（2011–2012年）